# Sea Wolf
Sea Wolf är en brittisk luftvärnsrobot med kort räckvidd för marint bruk. Robotsystemet utvecklades av British Aircraft Corporation i slutet av 1960-talet för att ersätta det äldre robotsystemet Sea Cat. Till skillnad från Sea Cat är Sea Wolf helautomatiskt och tillräckligt snabbt för att kunna användas mot sjömålsrobotar.

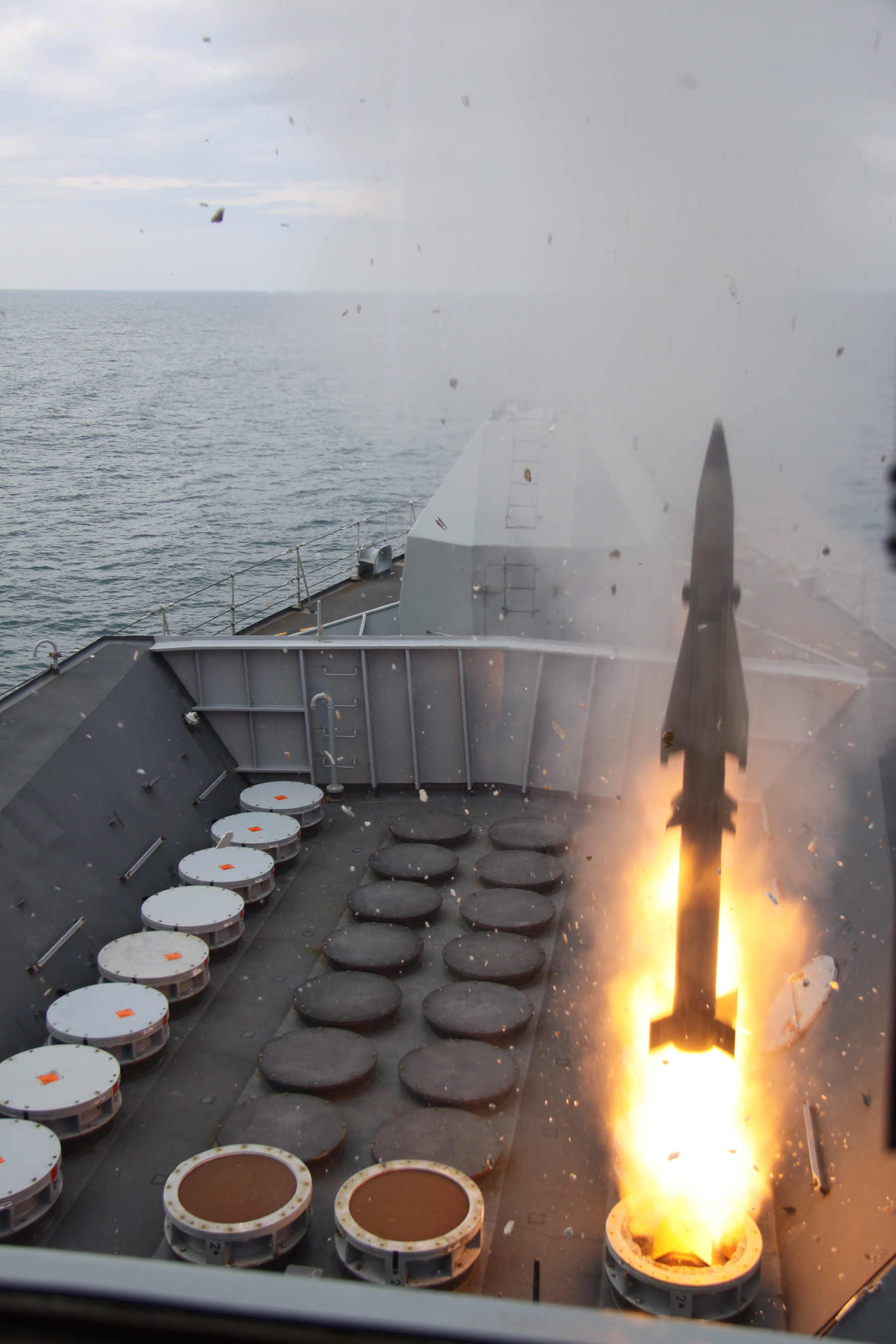
En Sea Wolf GWS-26 avfyras från.

Sea Wolf finns i två varianter. Den ursprungliga GWS-25 avfyras från en konventionell lavett med sex avfyringstuber. Den nyare GWS-26 avfyras vertikalt från ett magasin om 32 robotar. GWS-26 har en kraftigare startmotor som ökar räckvidden till 10 km.

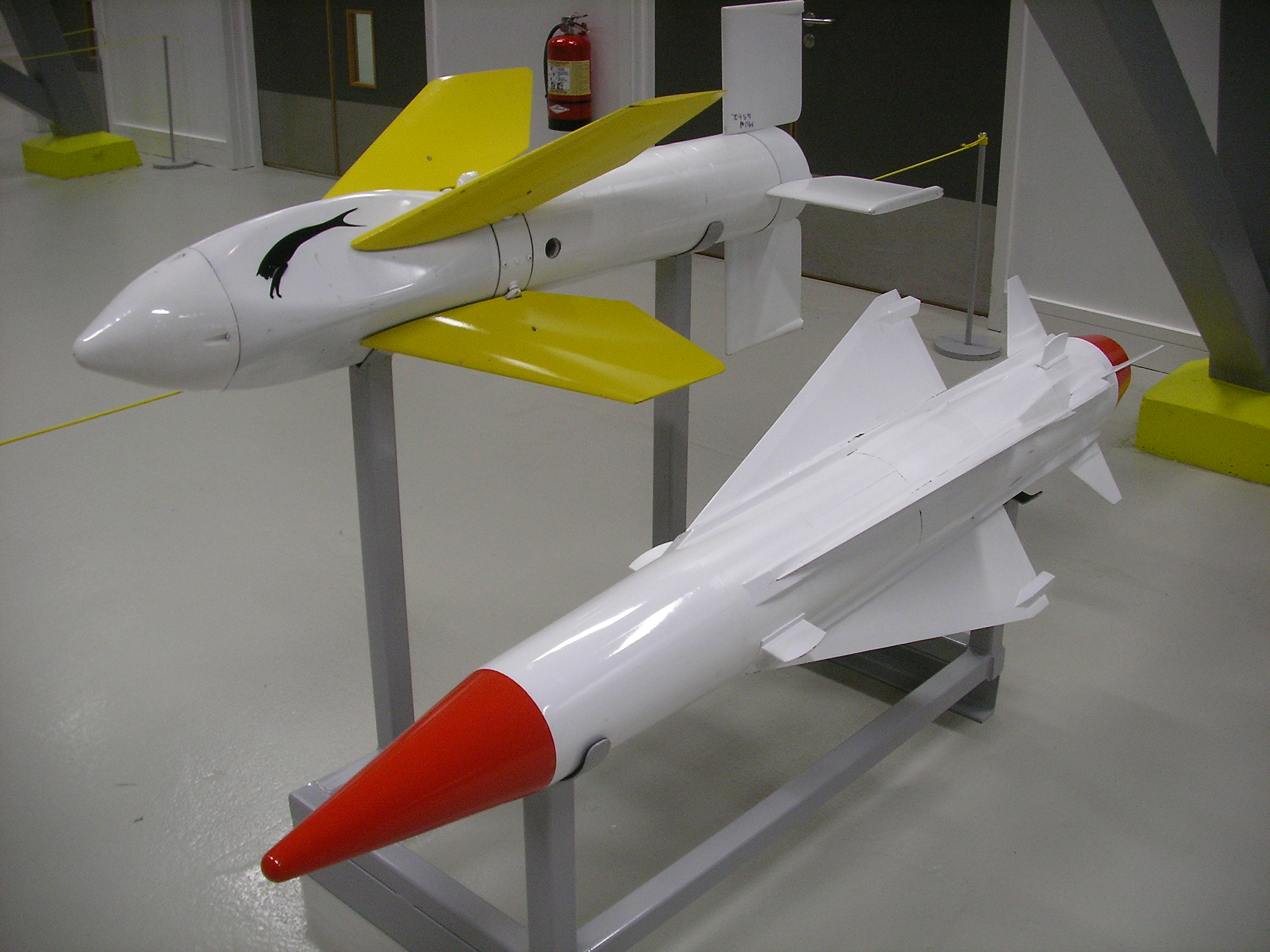
En Sea Wolf (höger) jämfört med den äldre Sea Cat (vänster).

## Utveckling
British Aircraft Corporation började utveckla roboten år 1964 som svar på en förfrågan från brittiska flottan om en ersättare för Sea Cat. År 1967 fick BAC kontraktet tillsammans med Vickers och Bristol Aerojet. Test och utvärdering gjordes ombord på Leander-klass fregatten HMS Penelope 1970–1977. Under testerna visade sig roboten prestera utmärkt, vid ett tillfälle så bra att den klarade av att träffa och förstöra en 114 mm artillerigranat i flykten.
Även om vertikal avfyring av Sea Wolf-robotar testades redan under utvecklingsfasen var det inte förrän på 1980-talet som ett system för vertikal avfyring av Sea Wolf-robotar började utvecklas som beväpning för Duke-klass fregatterna.
År 2007 beslutades att Sea Wolf-systemet skulle ersättas av CAMM (Common Anti-Air Modular Missile) som är baserad på ASRAAM. Sea Wolf-systemet kommer dock att vara kvar i tjänst fram till år 2020.

## Konstruktion
Sea Wolf-systemet är helautomatiskt och kan själv anfalla mål inom skotthåll som har blivit identifierade som fientliga. Systemet får data från fartygets luftspaningsradar som på Leander- och Broadsword-klasserna är Typ 967 (D-band) eller Typ 968 (E-band) medan det på Duke-klassen är Typ 996 Artisan (S-band).
Eldledningsradarn är antingen en Typ 910 I-band radar eller Type 911 K-band radar. Typ 910 har halvmanuell optisk målföljning som backup, vilket saknas på Typ 911. När roboten har avfyrats aktiveras en radiofyr i robotens stjärt. Eldledningsdatorn skickar därefter konstant styrsignaler till roboten via radiolänk för att försöka hålla radiofyren i linje med målekot.
Sea Wolf-robotarna förvaras och avfyras från förslutna avfyringstuber. Avfyringstuberna för GWS-26 är längre än de för GWS-25 för att få plats med startmotorn. Startmotorn lyfter roboten ca 50 meter, vilket är tillräckligt för att gå klart för fartygets master, och använder sedan vektoriserad dragkraft för att vända roboten åt rätt håll varefter startmotorn separerar och banmotorn tänds.

## Användning

### Falklandskriget
Under Falklandskriget var Sea Wolf-systemet brittiska flottans enda luftvärnssystem som var kapabelt att skjuta ner sjömålsrobotar och attackflygplan på låg höjd. Robotsystemet fanns installerat och redo på de tre fregatterna HMS Broadsword, HMS Brilliant (Broadsword-klass) och HMS Andromeda (Leander-klass batch 3). Dessa opererade i par med jagare av Sheffield-klass för att maximera effekten genom kombinationen av Sea Wolf och Sea Dart-robotar.
Den 12 maj 1982 attackerades paret HMS Brilliant och HMS Glasgow av fyra argentinska Skyhawks. Brilliant lyckades skjuta ner två och ytterligare en kraschade när den försökte undgå att bli träffad. En andra våg av Skyhawks anföll innan robottuberna hunnit laddas om och lyckades träffa Glasgow med en bomb i maskinrummet. Trots att bomben inte detonerade vållade den allvarliga skador och Glasgow tvingades linka hem till Portsmouth för reparation.
Paret HMS Broadsword och HMS Coventry klarade sig inte lika bra när de blev anfallna av Skyhawks 25 maj. Coventry låg mellan de anfallande flygplanen och Broadsword vilket gjorde att den senare inte kunde använda sina robotar samtidigt som de anfallande flygplanen flög för lågt för att Coventry skulle kunna använda sina Sea Dart-robotar. Resultatet blev att totalt tre bomber träffade Coventry varav två exploderade i främre maskinrummet respektive stridsledningscentralen. Ytterligare en bomb träffade Broadsword utan att explodera, men förstörde fartygets helikopter. Coventry sjönk 20 minuter därefter. 170 av hennes besättningsmän räddades av Broadsword.

### Gulfkriget
Under Gulfkriget 1991 skickade Royal Navy ner fyra stycken Sea Wolf-beväpnade fregatter till Persiska viken (HMS Jupiter, HMS Battleaxe, HMS Brazen och HMS London), återigen opererande i par med Sheffield-klass jagare. Även om jagaren HMS Gloucester fick god användning för sina Sea Dart-robotar så avfyrades aldrig några Sea Wolf-robotar i Gulfkriget.

### Export
- GWS-25 har sålts till Brasilien som en del av köpet av de fyra fregatterna HMS Broadsword, HMS Brilliant, HMS Brazen och HMS Battleaxe 1996. Dodsworth (f.d. Brilliant) skrotades i juli 2012, men de övriga tre är fortfarande i tjänst.
- GWS-26 har sålts till Chile som en del av köpet av de tre fregatterna HMS Norfolk, HMS Marlborough och HMS Grafton 2005. Även HMS Sheffield såldes till Chile, men beväpnad med Barak 1-robotar i stället för Sea Wolf.
- GWS-26 har sålts till Malaysia för att användas ombord på deras  Lekiu-klass fregatter. Till skillnad från de brittiska fregatterna så har Lekiu-klassen bara 16 avfyringstuber.